# Paliz Khoshdel

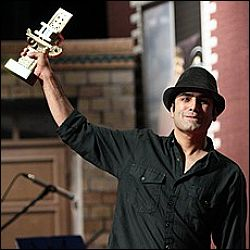
O diretor Paliz Khoshdel segurando o troféu no festival internacional de filmes em 2011

Paliz Khoshdel(em idioma persa:پالیز خوشدل) é um director de cinema independente, editor e produtor iraniano. Nasceu em 1985 em Rasht, Irão.

## Carreira
Como director e produtor de filmes se incluem Street Sultans e Motím de Cores, The Makhola Arrives! e a produção de On Underground (2012) .
De 2009 até agora, continuou a sua carreira como documentalista, cineasta experimental e produtor. A sua área de interesse são principalmente as inúmeras histórias das gerações jovens iranianas e o seu estilo de vida.

## Documentários
| Título               | Duração    | Formato | Ano       |
| -------------------- | ---------- | ------- | --------- |
| Street sultans       | 40 minutos | DV      | 2010      |
| Mutiny of colours    | 70 minutos | HD      | 2017      |
| The Makhola Arrives! | 70 minutos | HD      | 2017-2018 |

## Filmografia

### Como director
- Street Sultans (2010)
- Mutiny of colours (2017)
- The Makhola Arrives! (2018)

### Como editor
- Street sultans (2010)
- Ancient Heritage (2008)
- Asbe Chobi (2011)
- On Underground (2012)
- Better Than life (2013)
- Without Ticket (2016)[6]
- Mutiny of Colours (2017)
- The Makhola Arrives ! (2018)

## Prémios nacionais
- Ganhou o "Prémio Especial Para O Melhor Filme do Critics and Writers Association, 2010[7]
- Ganhou o prémio de "Melhor Filme Semi-Longo" do Festival Independente "Imagem do Ano"  2010[7]
- Ganhou o prémio de "Melhor Director" da secção Semi-Documentária de "Cidade" no Festival Internacional de Cinema 2011[7]
- Ganhou o prémio de "Melhor Filme Documentário Semi-Longo" do "Iranian Cinema Ceremony" na Casa do Cinema Iraniano em 2011.[7]

## Prémios internacionais
- Ganhou o prémio de "Melhor Filme" no Six Weeks of Iranian Art do Festival de Filmes Canadiano em 2012[7]
- Obteve o "Certificado ao mérito" no 2º Festival de Cinema Iraniano do Canadá em 2010[7]
- Projecção de filmes no Online Women Filmmakers (do Irão), do Festival de Cinema da Suécia, Uppsala 2012[8]
- Projecção de filmes no DHfest, festival de cinema na cidade de México, 2014[9]
- Projecção de filmes no Cinema(s) D'Iran de 2014[10]
- Projecção de cinema na Celebração de Cinema Iraniano da UCLA, em 2013[11]
- Participou no Festival de Cinema Média Wave da Hungria 2013[12]